# Acidaliodes zattu
Acidaliodes zattu là một loài bướm đêm trong họ Noctuidae.